# Anton Terbovec
Anton Terbovec, slovenski pisatelj, publicist in urednik, * 12. december 1882, Žirovnica pri Sevnici, † 23. september 1962, Miami.

## Življenjepis
Terbovec se je leta 1906 odselil v ZDA, kjer se je preživljal kot tovarniški delavec in vrtnar v Clevelandu ter kot rudar v Pensilvaniji in Utahu. Od leta 1909 do 1915 in 1920 do 1925 je krošnjaril po Ameriki in pomagal zbirati fotografsko gradivo publicistuTrunku za knjigo Amerika in Amerikanci. Od 1910 je bil član SNPJ, 1912 do 1915 predsednik njenega glavnega nadzornega odbora , ter od leta 1915 do 1920 njen glavni blagajnik. Od leta 1915 do 1918 je sourejal Prosveto. Nato je bil urednik revij The Slovenian Review in The Jugo-Slov Review (1917 do 1919) ter Nove dobe (1925 do 1957).

## Literarno delo
Terbovec je potopisne, avtobiografske in spominske pripovedi objavljal v Novi dobi, Glasu naroda, Prosveti, Glasu svobode in drugih revijah. Pisal je tudi kratke ljubezenske zgodbe in črtice za otroke.